# Platinenstecker

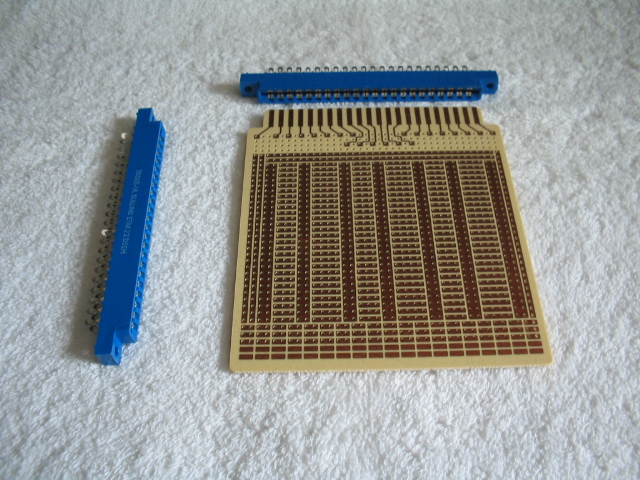
44-poliger Platinenstecker mit zugehöriger Buchse

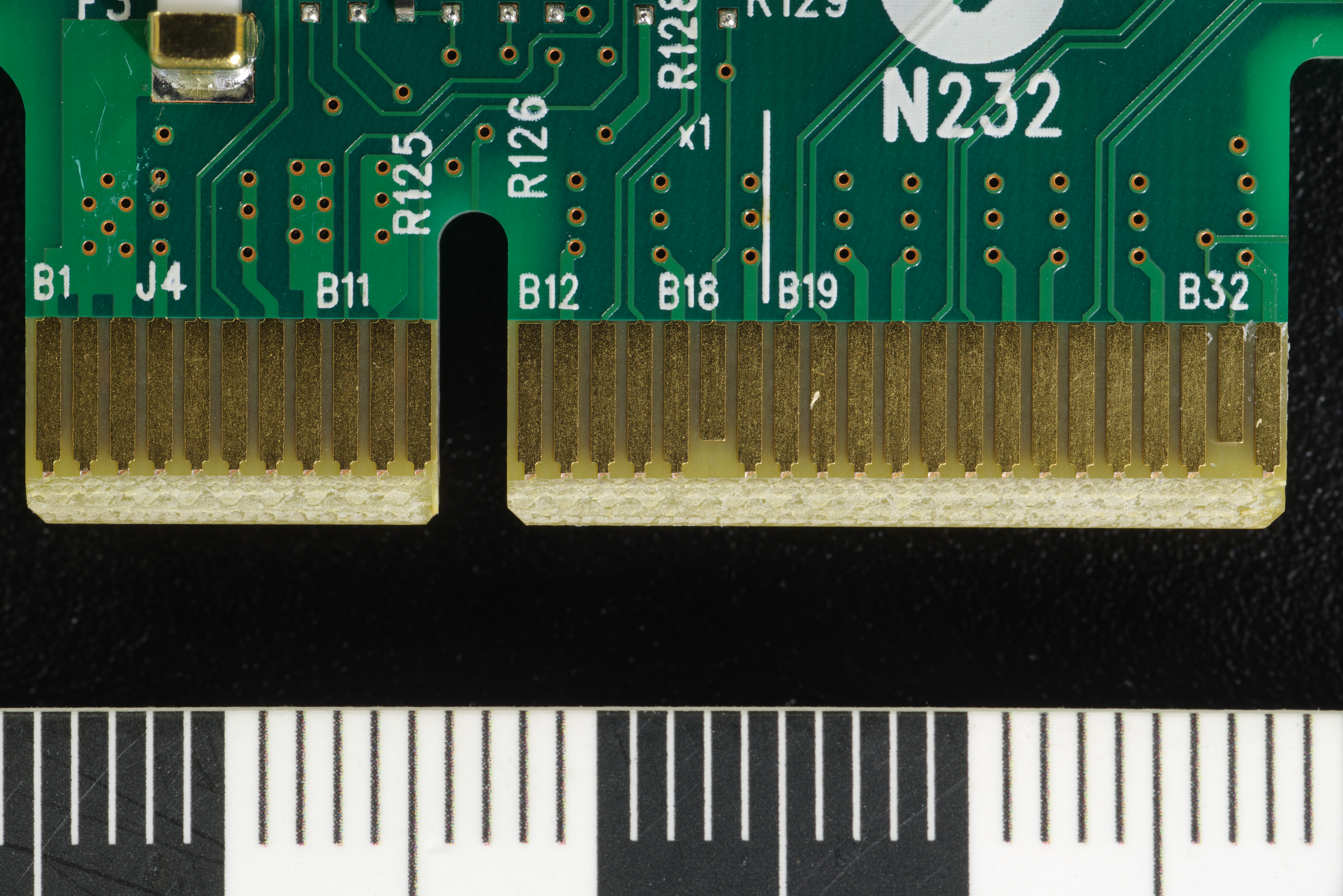
Kantensteckverbinder für PCIe x4

Ein Platinenstecker (auch „Randstecker“, „Kantensteckverbinder“, englisch „edge connector“) ist ein Stecker, der durch Kupferflächen im Randbereich einer Leiterplatte gebildet wird. 
Dafür werden Leiterbahnen so an den Rand der Leiterplatte geführt, dass sich Steckkontakte ergeben, die in eine geeignete Buchse passen. Die Kontakte werden entweder hartvergoldet, verzinnt oder mit einer speziellen Beschichtung versehen, um Oxidation zu verhindern. 
Ein Randstecker ist eine kostengünstige Lösung, da für diese Steckverbindung nur eine Buchse benötigt wird und die Kosten für den Stecker eingespart werden können. 
Bekannte Beispiele für die Verwendung von Platinensteckern sind im PC-Bereich ISA-, PCI- und PCI-Express-Steckkarten.